# Yahoo! Pipes
Yahoo! Pipes était une application Web développée par Yahoo! qui offrait un environnement graphique de développement et d'hébergement de scripts dédiés au traitement de données Web. Cette application permettait notamment aux internautes de créer gratuitement un flux unique agrégeant et filtrant des flux RSS.

## Historique
La version bêta de Yahoo! Pipes a été inaugurée le 7 février 2007. L'application a été développée par Pasha Sadri, Ed Ho, Jonathan Trevor, Kevin Cheng et Daniel Raffel de Yahoo!.
Le 4 juin 2015, Yahoo! a annoncé la fermeture de ce service au 1er octobre 2015 .